# Ульянова, Екатерина Сергеевна
Екатерина Сергеевна Ульянова (1908-?) — советский радиохимик, лауреат Сталинской премии.
Окончила Московский институт тонкой химической технологии (1930), дипломница кафедры редких и рассеянных элементов.
С 1930 г. инженер в радиевом цехе Московского завода редких элементов.
С 1936 работала в радиевой лаборатории Института радиологии и рентгенологии в Москве, с 1944 инженер-технолог радиологической лаборатории Сектора No 6 ВИМС.
С 1945 участник советского атомного проекта: Институт специальных металлов НКВД (Инспецмет НКВД), с 1946 НИИ-9 (ВНИИНМ).
Сталинская премия 1951 года - за разработку промышленного метода получения полония.
Сочинения:
- В. И. Кузнецов, Е. С. Ульянова, «Радиационно-кинетический метод определения ультрамалых количеств полония», Докл. АН СССР, 137:4 (1961), 869—872